# Blankenburg (Sassonia-Anhalt)
Blankenburg (ufficialmente Blankenburg (Harz)) è una città di 19 161 abitanti della Sassonia-Anhalt, in Germania.

Appartiene al circondario (Landkreis) dello Harz (targa HZ). 

## Geografia
La città di Blankenburg si trova sul versante nord del massiccio dell'Harz, ad ovest di Quedlinburg e ad est di Wernigerode.
La città è dominata da un castello in stile barocco, il castello di Blankenburg, sede per molti secoli della famiglia dei Welfen.

## Storia
Le prime tracce di insediamento umano risalgono all'Età della Pietra. Ma la prima menzione di Blankenburg è del 1123 in un documento di Lotario di Supplinburgo, che nomina il castello, da cui deriva il nome dell'abitato.
La città venne distrutta nel 1180 da Federico Barbarossa, perché colpevole di essersi alleata con Enrico il Leone.
Nel 1599 il castello e la città passarono sotto il controllo dei duchi di Brunswick-Lüneburg.
Nel 1625, durante la Guerre dei trent'anni, la città fu occupata da Wallenstein.
L'imperatore Giuseppe I d'Asburgo concesse il titolo di principato alla città di Blankenburg nel 1706.
La città fu l'esilio anche del re francese Luigi XVIII fra il 1796 e il 1798.
Dopo la seconda guerra mondiale e la divisione della Germania fra gli Alleati, la città di Blankenburg doveva passare sotto controllo inglese, ma successivamente con la modifica dei confini, entro nella Repubblica Democratica Tedesca.
A Blankenburg sono nati il filosofo Oswald Spengler e il Premio Nobel per la  fisica Polykarp Kusch.

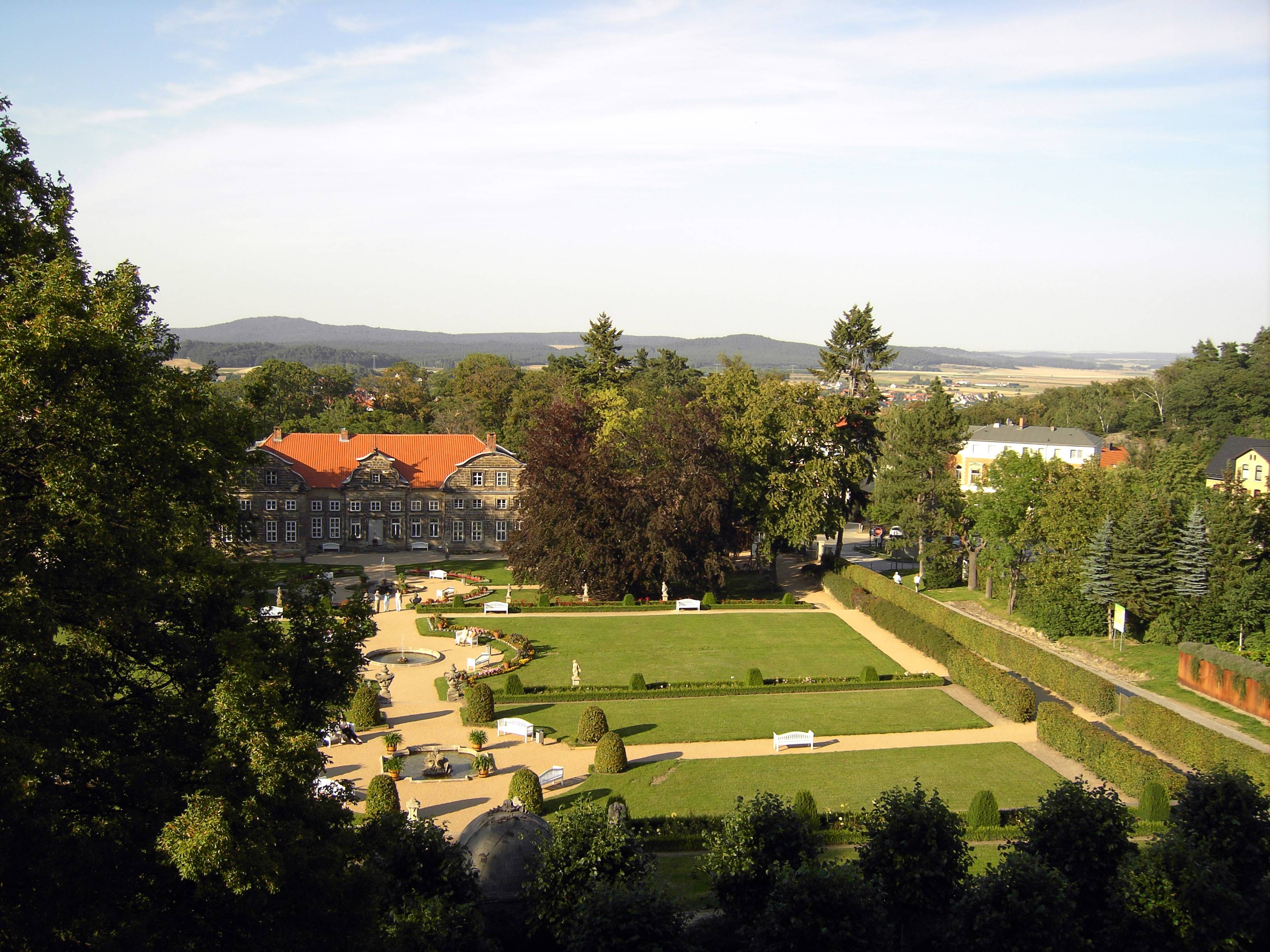
Kleines Schloss con il giardino barocco

## Monumenti e luoghi d'interesse
- Il castello di Blankenburg,
- Il "Piccolo castello" (Kleines Schloss): residenza ducale con annesso giardino barocco; a valle rispetto al castello di Blankenburg.
- Teufelsmauer ("Il muro del diavolo") una bizzarra formazione di rocce calcare nelle vicinanze di Blankenburg.
- L'abbazia di Michaelstein.

## Suddivisione amministrativa[2]
La città comprende 7 frazioni (Ortsteil):
- Börnecke
- Cattenstedt
- Derenburg
- Heimburg
- Hüttenrode
- Timmenrode
- Wienrode

## Gemellaggi[3]
Blankenburg è gemellata con:
- Herdecke
- Meerbusch

Inoltre intrattiene rapporti di amicizia (Städtefreundschaft) con:
- Wolfenbüttel
- Georgsmarienhütte

La frazione di Derenburg è gemellata con:
- Schladen

La frazione di Wienrode è gemellata con:
- Adersheim